# 알렉시 콩탱

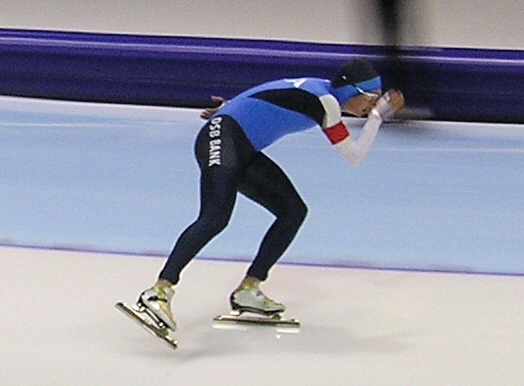

알렉시 콩탱(프랑스어: Alexis Contin, 1986년 10월 19일~)은 프랑스의 스피드 스케이팅 선수이다.